# ديفيد اكيرز
ديفيد اكيرز (بالإنجليزية: David Akers)‏ هو لاعب كرة قدم أمريكية أمريكي، ولد في 9 ديسمبر 1974 في ليكسينغتون في الولايات المتحدة.

## وصلات خارجية
- ديفيد اكيرز على موقع مرجع كرة القدم المحترفة.كوم (الإنجليزية)
- ديفيد اكيرز على موقع IMDb (الإنجليزية)